# Galea
Galea är ett släkte med fyra arter i familjen marsvin.

## Utbredning och habitat
De lever i de flesta miljöer, både på grässlätter, i klippiga bergstrakter och i skogar i mellersta och södra Sydamerika, tillsammans med de andra marsvinssläktena. Utbredningsområdet sträcker sig från södra Peru och Brasilien till centrala Argentina.

## Kännetecken
Arterna skiljer sig från de egentliga marsvinen genom gula eller orange tänder. Liksom andra marsvin har de korta extremiteter, skarpa klor och saknar svansen. Kroppslängden ligger mellan 15 och 25 centimeter. Vikten varierar mellan 300 och 600 gram. De är allihopa ljusbruna till färgen.

## Levnadssätt
Dessa djur lever vanligen i små grupper. Bland bägge kön finns en utpräglad hierarki som bestäms efter ålder och genom strider. Däremot ska arten G. monasteriensis leva i monogama förhållanden.
Individerna är företrädesvis aktiva på dagen och lever i självgrävda bon, i bon som övertas av andra djur eller i mindre grottor och bergssprickor. De äter gräs och örter. Deras revirområden sträcker sig på en yta av 1 300 m².

## Fortplantning
Honorna kan para sig hela året med vanligen föds ungarna under våren. Per år förekommer upp till sju kullar med ett till sju ungar (oftast två eller tre). Dräktigheten varar i 50 till 60 dagar. Ungarna är borymmare som kort efter födelsen kan gå och äta fast föda. Efter cirka tre veckor slutar honan att ge di och efter två till tre månader är ungarna könsmogna. Den äldsta kända individen i fångenskap blev nästan tio år gammal.

## Arter
- Galea musteloides, finns från Peru till mellersta Argentina.
- Galea flavidens, förekommer i Brasilien.
- Galea spixii, lever i Brasilien, Paraguay och östra Bolivia.
- Galea monasteriensis, finns i Bolivia, godkändes först 2004 som självständig art.